# Moda Center
Il Moda Center, precedentemente noto come Rose Garden Arena, è un'arena coperta situata a Portland, nell'Oregon. Dal 1995 la squadra NBA Portland Trail Blazers gioca le partite nello stadio. Il nome ufficiale della struttura è Moda Center; tuttavia viene comunemente chiamata Rose Garden Arena per distinguerla dall'International Rose Test Garden, anch'esso situato a Portland.
Il nome venne scelto sia per la reputazione della città di Portland come Rose City, sia per ricordare l'importanza delle arene di basket Garden di Boston e Madison Square Garden di New York.
Il 12 dicembre 2007, i Trail Blazers e la Vulcan hanno annunciato che a partire dalla stagione 2008-09 verranno venduti i diritti di denominazione.